# Manuel Guerrero i Brullet
Manuel Guerrero i Brullet (Mataró, Maresme, 1964) és un assagista, crític d'art i comissari d'exposicions català.
Llicenciat en Filologia Romànica per la Universitat de Barcelona és autor de la biografia J.V.Foix, investigador en poesia (1996) i de l'antologia de poesia Sense contemplacions: nou poetes per al nou segle (2001). Ha format part del consell de redacció de les revistes “Àrtics” (1985-90), “Cave Canis” (1995-99) i “Transversal” (1996-2003). Ha traduït, entre altres llibres, El banquer anarquista de Fernando Pessoa, Ostinato rigore d'Eugénio de Andrade i Els Negres de Jean Genet.
Ha estat comissari de diverses exposicions, entre les quals destaca “Joan Brossa o la revolta poètica” (2001), la més completa dedicada a l'obra visual i objectual del poeta, presentada a la Fundació Joan Miró de Barcelona. També ha estat comissari de l'Any Joan Brossa, el 2019, impulsat per la Fundació Joan Brossa, la Generalitat de Catalunya, l'Ajuntament de Barcelona i la Diputació de Barcelona, amb el suport de moltes institucions públiques i privades de tot el país. Ha estat subdirector de l'Arts Santa Mònica, i a més de sobre Joan Brossa, ha comissariat exposicions Tàpies i Palau i Fabre, a banda de ser el guionista de Joan Brossa per Joan Brossa (1994), una llarga entrevista documental protagonitzada pel poeta i realitzada per Toni Rovira i Manuel Huerga per a TV3.
Ha tingut cura de l'edició d'una àmplia antologia poètica, en edició bilingüe, de Joan Brossa, La piedra abierta (2003). És coordinador del centre KRTU (Cultura, Recerca, Tecnologia, Universals) de noves tendències culturals de la Generalitat de Catalunya.